# Germinon
Germinon je francouzská obec v departementu Marne v regionu Grand Est. Žije zde 188 obyvatel.

## Geografie

### Sousední obce
| Růžice kompasu | Vélye  |             | Thibie   | Růžice kompasu |
| Růžice kompasu | Trécon | Sever       | Cheniers | Růžice kompasu |
| Růžice kompasu | Trécon | Germinon    | Cheniers | Růžice kompasu |
| Růžice kompasu | Trécon | Jih         | Cheniers | Růžice kompasu |
| Růžice kompasu |        | Villeseneux | Soudron  | Růžice kompasu |